# Thladiantha palmatipartita
Thladiantha palmatipartita là một loài thực vật có hoa trong họ Cucurbitaceae. Loài này được A.M. Lu & C. Jeffrey mô tả khoa học đầu tiên năm 2000.